# Takahara Naohiro
Takahara Naohiro (高原 直泰 sinh ngày 4 tháng 6 năm 1979) là một cầu thủ và huấn luyện viên bóng đá người Nhật Bản. Anh từng thi đấu cho Đội tuyển bóng đá quốc gia Nhật Bản. Anh hiện là cầu thủ kiêm huấn luyện viên của Okinawa SV.

## Thống kê sự nghiệp
| Đội tuyển bóng đá Nhật Bản | Đội tuyển bóng đá Nhật Bản | Đội tuyển bóng đá Nhật Bản |
| Năm                        | Trận                       | Bàn                        |
| -------------------------- | -------------------------- | -------------------------- |
| 2000                       | 11                         | 8                          |
| 2001                       | 4                          | 0                          |
| 2002                       | 4                          | 1                          |
| 2003                       | 8                          | 2                          |
| 2004                       | 5                          | 1                          |
| 2005                       | 7                          | 2                          |
| 2006                       | 5                          | 3                          |
| 2007                       | 9                          | 6                          |
| 2008                       | 4                          | 0                          |
| Tổng cộng                  | 57                         | 23                         |

| #  | Ngày                 | Địa điểm                                                       | Đối thủ              | Bàn thắng | Kết quả | Giải đấu                 |
| -- | -------------------- | -------------------------------------------------------------- | -------------------- | --------- | ------- | ------------------------ |
| 1  | 16 tháng 2 năm 2000  | Ma Cao, Trung Quốc                                             | Brunei               |           | 9–0     | Vòng loại Asian Cup 2000 |
| 2  | 16 tháng 2 năm 2000  | Ma Cao, Trung Quốc                                             | Brunei               |           | 9–0     | Vòng loại Asian Cup 2000 |
| 3  | 20 tháng 2 năm 2000  | Ma Cao, Trung Quốc                                             | Ma Cao               |           | 3–0     | Vòng loại Asian Cup 2000 |
| 4  | 14 tháng 10 năm 2000 | Sân vận động thành phố Saida, Sidon, Liban                     | Ả Rập Xê Út          |           | 4–1     | Asian Cup 2000           |
| 5  | 17 tháng 10 năm 2000 | Sân vận động thành phố Saida, Sidon, Liban                     | Uzbekistan           |           | 8–1     | Asian Cup 2000           |
| 6  | 17 tháng 10 năm 2000 | Sân vận động thành phố Saida, Sidon, Liban                     | Uzbekistan           |           | 8–1     | Asian Cup 2000           |
| 7  | 17 tháng 10 năm 2000 | Sân vận động thành phố Saida, Sidon, Liban                     | Uzbekistan           |           | 8–1     | Asian Cup 2000           |
| 8  | 24 tháng 10 năm 2000 | Sân vận động Thành phố Thể thao Camille Chamoun, Beirut, Liban | Iraq                 |           | 4–1     | Asian Cup 2000           |
| 9  | 27 tháng 3 năm 2002  | Łódź, Ba Lan                                                   | Ba Lan               |           | 2–0     | Giao hữu                 |
| 10 | 20 tháng 8 năm 2003  | Sân vận động Olympic Quốc gia, Tokyo, Nhật Bản                 | Nigeria              |           | 3–0     | Giao hữu                 |
| 11 | 20 tháng 8 năm 2003  | Sân vận động Olympic Quốc gia, Tokyo, Nhật Bản                 | Nigeria              |           | 3–0     | Giao hữu                 |
| 12 | 31 tháng 3 năm 2004  | Sân vận động Jalan Besar, Jalan Besar, Singapore               | Singapore            |           | 2–1     | Vòng loại World Cup 2006 |
| 13 | 7 tháng 9 năm 2005   | Sân vận động Miyagi, Rifu, Nhật Bản                            | Honduras             |           | 5–4     | Giao hữu                 |
| 14 | 8 tháng 10 năm 2005  | Riga, Latvia                                                   | Latvia               |           | 2–2     | Giao hữu                 |
| 15 | 28 tháng 2 năm 2006  | Westfalenstadion, Dortmund, Đức                                | Bosna và Hercegovina |           | 2–2     | Giao hữu                 |
| 16 | 30 tháng 5 năm 2006  | BayArena, Leverkusen, Đức                                      | Đức                  |           | 2–2     | Giao hữu                 |
| 17 | 30 tháng 5 năm 2006  | BayArena, Leverkusen, Đức                                      | Đức                  |           | 2–2     | Giao hữu                 |
| 18 | 24 tháng 3 năm 2007  | Sân vận động Quốc tế Yokohama, Yokohama, Nhật Bản              | Perú                 |           | 2–0     | Giao hữu                 |
| 19 | 1 tháng 6 năm 2007   | Sân vận động Shizuoka, Fukuroi, Nhật Bản                       | Montenegro           |           | 2–0     | Giao hữu                 |
| 20 | 9 tháng 7 năm 2007   | Sân vận động Quốc gia Mỹ Đình, Hà Nội, Việt Nam                | Qatar                |           | 1–1     | Asian Cup 2007           |
| 21 | 13 tháng 7 năm 2007  | Sân vận động Quốc gia Mỹ Đình, Hà Nội, Việt Nam                | UAE                  |           | 3–1     | Asian Cup 2007           |
| 22 | 13 tháng 7 năm 2007  | Sân vận động Quốc gia Mỹ Đình, Hà Nội, Việt Nam                | UAE                  |           | 3–1     | Asian Cup 2007           |
| 23 | 21 tháng 7 năm 2007  | Sân vận động Quốc gia Mỹ Đình, Hà Nội, Việt Nam                | Úc                   |           | 1–1     | Asian Cup 2007           |